# ولسوالی کلفگان
کلفگان یکی از ولسوالی‌های ولایت تخار در شمال خاوری افغانستان با جمعیتی نزدیک به ۸۲،۷۵۰ نفر است. این ولسوالی به خوبی اداره می‌شود و در بخش‌هایی از کلفگان به دلیل دورافتادگی آن‌ها خودگردانی دارد. ۴۲ روستا در این ولسوالی واقع شده است. در سال ۲۰۱۷، کلفگان تحت کنترل کامل دولت افغانستان در نظر گرفته شد. با این حال، طالبان اوت ۲۰۲۱ کنترل کامل را به دست گرفت.

## موقعیت جغرافیایی
کلفگان ۴۷۹ کیلومتر مربع مساحت دارد که نسبتاً معادل مساحت جزیره کیپ بارن است. این ولسوالی به یک جاده خوب دسترسی دارد، زیرا در امتداد شاهراهی قرار دارد که مراکز ولایت تالقان و فیض‌آباد بدخشان را به هم وصل می‌کند. دو رود از کلفگان می‌گذرد، یکی از جنوب شرقی به شمال غربی که در نهایت به رود کوکچه می‌پیوندد و دیگری رود کوچکتر که از قسمت جنوب شرقی منطقه می‌گذرد و به رود خان‌آباد می‌ریزد.
کلفگان با چهار ولسوالی دیگر هم مرز است: ولسوالی رستاق از شمال، ولسوالی کشم از شرق، ولسوالی فرخار از جنوب و ولسوالی تالقان از غرب. رود کوکچه مرز بین رستاق و کلفگان را تشکیل می‌دهد.